# Scotophilus borbonicus
Scotophilus borbonicus é uma espécie de morcego da família Vespertilionidae. É descrito a partir de dois espécimens proveniente de Reunião. Em Madagascar, é conhecido de um único exemplar coletado em 1868 em Sarodrano, próximo de Toliara.